# Orgeval (Aisne)
Orgeval ist eine französische Gemeinde mit 55 Einwohnern (Stand 1. Januar 2022) im Département Aisne in der Region Hauts-de-France (vor 2016 Picardie). Sie gehört zum Arrondissement Laon und zum Kanton Laon-2.

## Geografie
Die Gemeinde Orgeval liegt im Nordosten des Höhenzuges Chemin des Dames, neun Kilometer südöstlich von Laon. Nachbargemeinden von Orgeval sind Montchâlons im Nordosten und Osten, Bièvres im Süden, Martigny-Courpierre im Westen sowie Chérêt im Nordwesten.

## Bevölkerungsentwicklung
| Jahr                       | 1962 | 1968 | 1975 | 1982 | 1990 | 1999 | 2006 | 2015 | 2022 |
| Einwohner                  | 63   | 50   | 76   | 61   | 60   | 66   | 69   | 65   | 55   |
| Quellen: Cassini und INSEE |      |      |      |      |      |      |      |      |      |

## Sehenswürdigkeiten

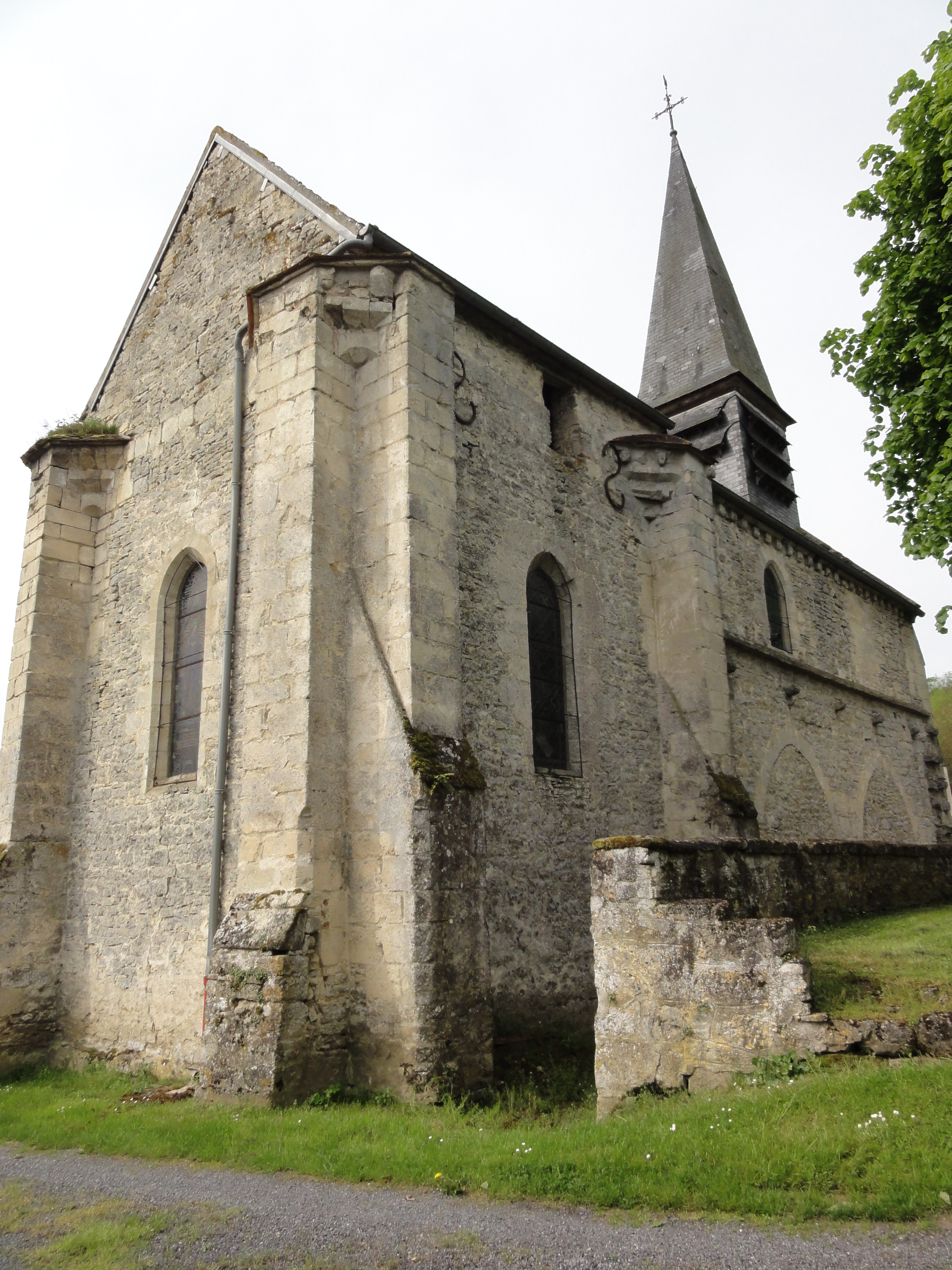
Kirche Notre-Dame
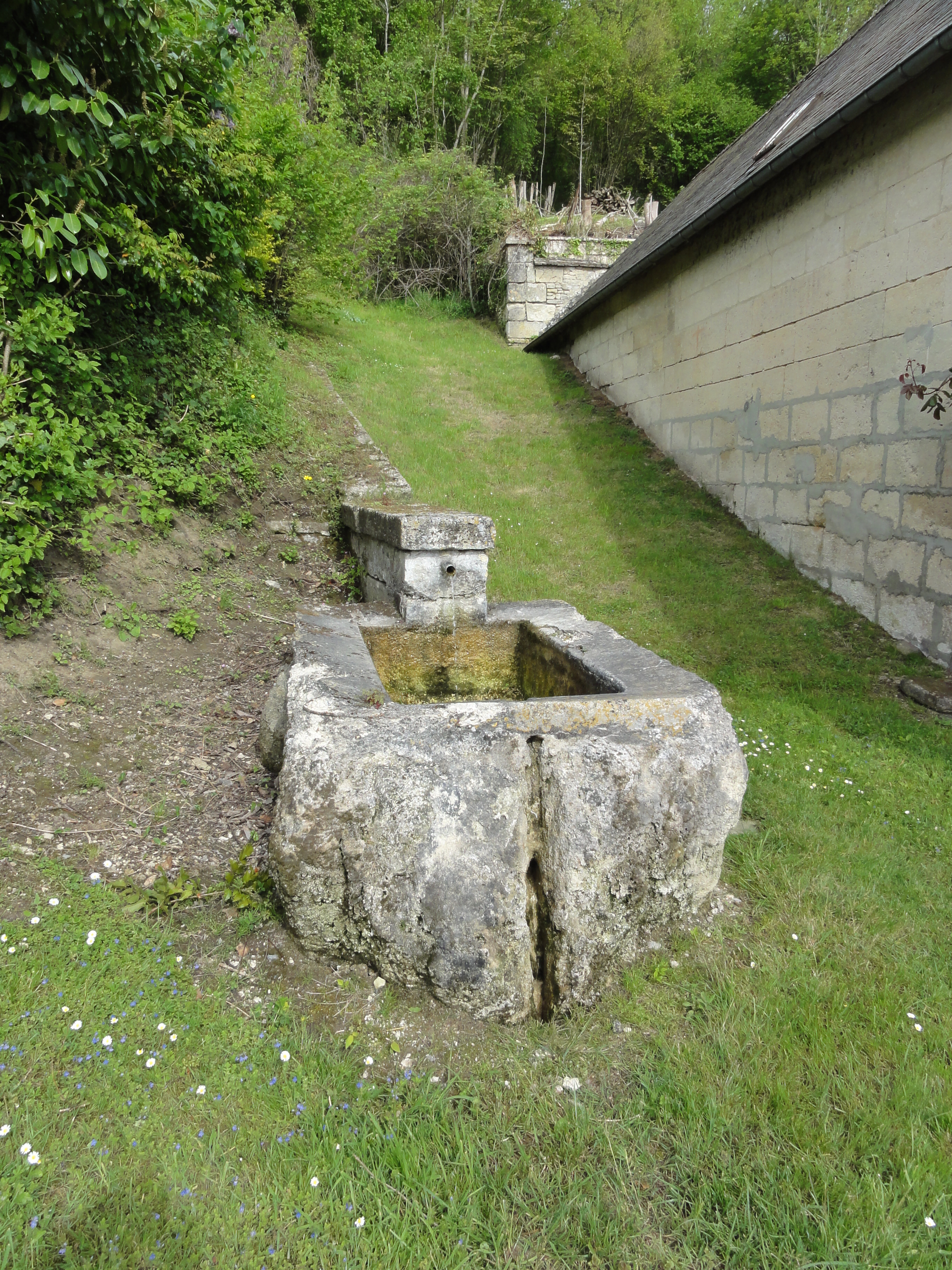
Ehemaliger öffentlicher Waschplatz und Viehtränke
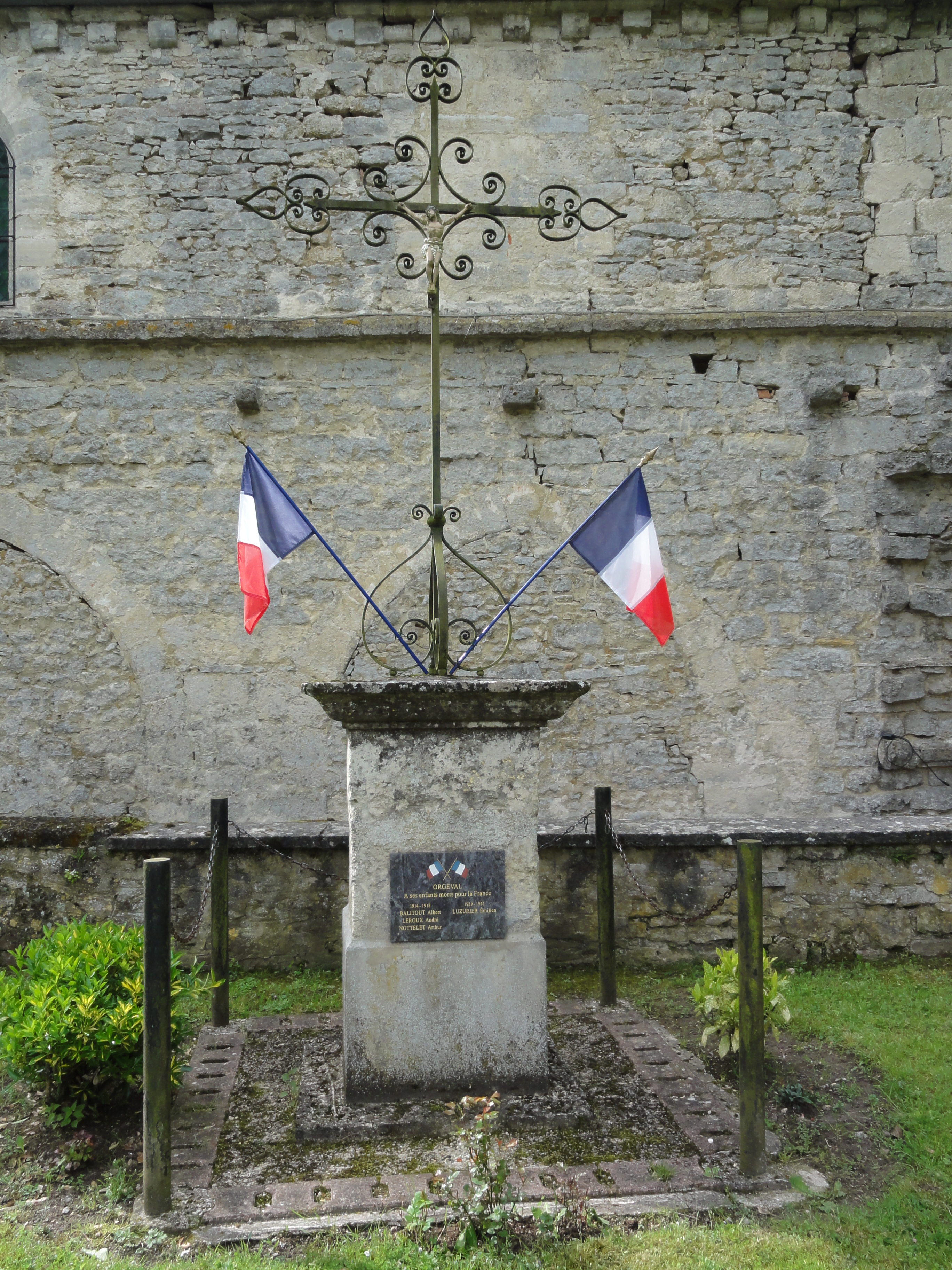
Gefallenendenkmal

- Kirche Notre-Dame
- Ehemaliger öffentlicher Waschplatz und Viehtränke
- Gefallenendenkmal